# Josip Flavije
Josip Flavije (37. – oko 100.), nekad i Josip Flavij, bio je židovski vojskovođa i povjesničar

## Životopis
Rođen je u Jeruzalemu u aristokratskoj obitelji. Prvi dio života zvao se Josef ben Matatjahu (יוסף בן מתתיהו). Potjecao je iz svećeničke obitelji, a po majčinoj je lozi bio Hasmonejac. Po političkom uvjerenju i pripadnosti bio je farizej. Nakon što je rimski prokurator Galileje utamničio neke židovske svećenike, otputovao je kao vješt pregovarač u Rim da bi ih izbavio iz zatvora. U toj diplomatskoj misiji pomogla mu je Neronova supruga Popeja. Tijekom boravka u Rimu toliko su ga fascinirali rimska kultura i običaji da je postao romanofil. U Prvom židovskom ustanku protiv Rimljana, koji je 66. buknuo u Palestini, ubrzo po njegovom povratku iz Rima u rodni Jeruzalem, bio je u procijepu između domoljublja i romanofilstva prilično neodređen. Nastojao je da se ustanak protiv rimskih okupatora što prije stiša uz što manje žrtava. Kad mu je bila povjerena obrana Galileje izvršio je svoju građansku dužnost i na kraju se predao rimskom vojskovođi Vespazijanu. Prorekao mu je da će uskoro postati rimskim carem, što se zaista i obistinilo dvije godine kasnije. U znak priznanja za to proročanstvo Vespazijan je vidovitog Josipa, koji je bio njegov rob, proglasio slobodnim građaninom, a Josip je u znak zahvalnosti uzeo rodno ime svoga zaštitnika - Flavije (Flavius) - pa se otada umjesto Joseph ben Mathias naziva Josip Flavije (Josephus Flavius). U velikom pohodu rimske vojske na Jeruzalem 70. pratio je mladog vojskovođu Tita, Vespazijanova sina. Prilikom dugotrajne i nadmoćne rimske opsade Jeruzalema nagovarao je gradske vođe da se grad preda Rimljanima da bi se izbjegle nepotrebne ljudske žrtve. Josip Flavije napisao je na grčkom jeziku sljedeća povijesna djela: "Židovski rat", "Židovske starine", "O starosti židovskog naroda" te "Životopis". Ona su značajan antički povijesni izvor.
Djela je pisao od 75. do  99. godine, a najznačajnija su Židovske starine, Židovski rat, Protiv Apiona i Josipov život.
U njima daje uvid u židovstvo poglavito iz vremena Drugog hrama, premda u Židovskim starinama obrađuje i veći dio biblijske povijesti. Razdoblje Drugoga hrama odnosno rimsko osvajanje Galileje, Judeje i Jeruzalema te uništenje Drugoga hrama 70. smatra se najvažnijim što je opisao jer je bio svjedok i sudionik mnogih od tih zbivanja. Flavijeva su djela važan izvor i za istraživanje povijesnih ličnosti Judeje koji nisu bili njegovi suvremenici, kao što je Herod Veliki te judejski vladari iz vremena Makabejaca. Svojim je djelima nastojao rimskom i helenističkom svijetu približiti židovstvo, te židovski načinom izražavanja i razmišljanja, pa neki povjesničari Flavijeva djela smatraju apologetskima.
Flavijeva su djela sačuvali kršćani dok su ga Židovi veći dio povijesti, sve do konca 19. stoljeća, zapostavljali smatrajući ga izdajnikom i otpadnikom.
Na hrvatski su jezik prevedena njegova djela Protiv Apiona i Josipov život (Josip, Flavije: Protiv Apiona i Josipov život. Zagreb: Židovska vjerska zajednica Bet Israel. 2011.).